# Ralshoven
Ralshoven is een plaats in de Duitse gemeente Titz, deelstaat Noordrijn-Westfalen, en telt 117 inwoners (2006).